# 望月晴文
望月 晴文（もちづき はるふみ、1949年7月26日 - ）は、日本の経産官僚。現在は、東京中小企業投資育成代表取締役社長、日立製作所取締役会議長。内閣官房参与　経済産業事務次官、資源エネルギー庁長官、中小企業庁長官などを歴任。

## 人物
神奈川県出身。栄光学園高校を経て、京都大学法学部に進学。1973年に京大卒業後、通商産業省に入省。入省同期には鈴木隆史（特許庁長官）がおり、京大かでは語学のクラスから民法のゼミまで机を並べた間柄である。その他の入省同期には、東大紛争による東大入試中止の年度に当たるため、望月・鈴木のほかに小川洋（特許庁長官から内閣広報官）なども京大出身にあたる。他に豊田正和（経済産業審議官）、松島茂（東京理科大専門職院・法大経営学部教授、中部通産局長）、大井篤などがいる。
産業政策局総務課長や大臣官房会計課長を歴任するなど同期の鈴木らと次官の座を争った。大臣官房長、経済産業政策局長といった経済産業省の主流ポストを歴任した鈴木が最有力候補と目されていたが、本省局長を経験していないにもかかわらず、望月が資源エネルギー庁長官から事務次官へと異例の抜擢を受けた。主要国首脳会議（北海道洞爺湖サミット）における環境や資源外交の舞台裏での取りまとめに奔走したことで、有力な次官候補となっていた。
なお2007年9月11日に経済産業省はいわゆる「PSE問題」で混乱を招いたことを理由に、商務流通審議官として当時法律策定に関わった望月他4名に厳重注意処分を下している。
2010年7月、経済産業事務次官（当時）であったが、同省の部下で、雑誌で政府の公務員改革が不十分だと批判し「改革派官僚」として知られている大臣官房付（当時）の古賀茂明に大手企業に出向するよう打診した。これは古賀が批判する天下りの斡旋そのものであったために彼がこの打診を断ったところ、次の人事異動で新たなポストが用意されていないと事実上の退職を迫った。
2012年6月22日付で日立製作所の社外取締役に就任。同日、枝野幸男経済産業大臣が「疑いの目をもって見られることはやむを得ない」と、かつて事務次官を務めた経済産業省への影響を懸念するコメントを発表している。

## 経歴
- 1973年（昭和48年）4月 - 通商産業省入省（大臣官房総務課)
- 1974年12月 - 産業政策局産業資金課
- 1976年9月 - 経済企画庁総合計画局計画課
- 1978年9月 - 資源エネルギー庁石油部精製課長補佐
- 1980年7月 - 貿易局輸入課長補佐
- 1982年4月 - 外務省在トロント総領事館領事
- 1985年4月 - 大臣官房総務課長補佐
- 1987年（昭和62年）7月 - 機械情報産業局総務課企画官(併)研究開発型企業振興室長(併)新映像産業室長
- 1988年（昭和63年）12月 - 大臣官房参事官（国会担当）
- 1990年（平成2年）2月 - 大臣秘書官事務取扱
- 1991年（平成3年）2月 - 資源エネルギー庁石油部開発課長
- 1992年（平成4年）6月 - 日本貿易振興会デュッセルドルフ・センター所長
- 1995年（平成7年）6月 - 産業政策局企業行動課長
- 1997年（平成9年）7月 - 産業政策局総務課長
- 1998年（平成10年）6月 - 大臣官房会計課長
- 1998年（平成10年）7月 - 大臣官房審議官（経済構造改革担当）
- 2000年（平成12年）6月 - 大臣官房審議官（原子力安全・保安院設立準備担当）
- 2001年（平成13年）1月 - 原子力安全・保安院次長
- 2002年（平成14年）7月 - 大臣官房商務流通審議官
- 2003年（平成15年）7月 - 中小企業庁長官
- 2006年（平成18年）7月 - 資源エネルギー庁長官
- 2008年（平成20年）7月 - 経済産業事務次官
- 2010年（平成22年）7月 - 勧奨退職
- 2010年（平成22年）10月- 日本生命特別顧問、矢崎総業顧問
- 2010年（平成22年）8月 - 内閣官房参与（2011年9月まで）
- 2012年（平成24年）6月 - 日立製作所社外取締役
- 2013年（平成25年）6月 - 東京中小企業投資育成株式会社代表取締役社長[4]
- 2014年（平成26年）6月 - 伊藤忠商事監査役[5]
- 2017年 (平成27年) 6月 - 伊藤忠商事取締役
- 2018年（平成30年）6月 - 日立製作所取締役会議長[6] (2022年6月まで)
他にエネルギー・原子力政策懇談会座長代理、栄光サッカー部後援会長等